# سرگیجه (فیلم ۱۳۸۵)
سرگیجه فیلمی به کارگردانی و نویسندگی محمد زرین‌دست و تهیه‌کنندگی مرتضی شایسته محصول سال ۱۳۸۴ است که در ۲۱ شهریور ۱۳۸۶ بر روی پرده سینما رفته‌است.

## خلاصه فیلم
ساسان سرکش، یک ایرانی است که پس از سی سال دوری از وطن، به ایران می‌آید. در فرودگاه مهرآباد، راننده‌ای به نام الیاس، را به هتل می‌برد و فردای آن روز به اتفاق هم‌راهی زادگاه ساسان، تبریز، می‌شوند. در بین راه، الیاس پی می‌برد که ساسان با حالی پریشان قصد خودکشی دارد.

## بازیگران
- محمد زرین دست
- کامبیز دیرباز
- الهام حمیدی
- کوروش تهامی
- مهدی سلوکی
- رضا ناجی
- مایرن نات ویگ
- فرزانه هوشمند
- آفرین چیت ساز